# الدوري الفنزويلي الممتاز 2017
الدوري الفنزويلي الممتاز 2017 (بالإسبانية: Primera División de Venezuela 2017)‏ هو الموسم 98 من الدوري الفنزويلي الممتاز. أشرف على تنظيمه اتحاد فنزويلا لكرة القدم، وكان عدد الأندية المشاركة فيه 18، وفاز فيه نادي موناغاس الرياضي.